# Конор Марфи
Конор Марфи (енгл. Connor Murphy — Бостон, 26. март 1993) професионални је амерички хокејаш на леду који игра на позицији одбрамбеног играча.
Члан је сениорске репрезентације Сједињених Држава за коју је на међународној сцени дебитовао на светском првенству 2014. године. На светском првенству 2017. постављен је на место капитена репрезентације.
Учествовао је на улазном драфту НХЛ лиге 2011. где га је као 20. пика у првој рунди одабрала екипа Финикс којотса. У НХЛ-у је дебитовао 16. новембра 2013. на утакмици против Тампа беј лајтнингса. Крајем јула 2016. потписао је нови шестогодишњи уговор са Којотсима вредан 23,1 милион америчких долара.